# Carl von Häberlin
Pour les articles homonymes, voir Häberlin.
Carl von Häberlin (né le 16 décembre 1832 à Oberesslingen, mort le 13 avril 1911 à Stuttgart) est un peintre wurtembergeois.

## Biographie
Häberlin reçoit sa première formation à l'académie d'État des beaux-arts de Stuttgart (de) et étudie de 1852 à 1856 à l'académie des beaux-arts de Düsseldorf auprès de Theodor Hildebrandt et Wilhelm von Schadow. En 1859, Häberlin habite avec Arnold Overbeck au Jägerhofstraße 13 à Düsseldorf. En 1860, il se rend à l'académie des beaux-arts de Munich auprès de Karl von Piloty.
Après avoir visité l'Italie en 1864, il s'installe à Stuttgart en 1866 et développe une grande productivité en tant qu'illustrateur. De 1868 à 1885, il est professeur de scène de genre à l'académie des arts appliqués de Stuttgart. Ses peintures sont caractérisées par une grande vivacité et une représentation énergique et caractéristique.
De 1878 à 1894, Carl von Häberlin, interrompu seulement par les froids mois d'hiver, travaille à Constance sur un total de 26 peintures murales d'un grand format dans l'ancien monastère, depuis 1874 un hôtel, sur l'île des dominicains. Elles représentent des scènes de l'histoire de l'île, des maisons sur pilotis aux premiers invités de l'hôtel, remplaçant les fresques bibliques existantes.
En outre, entre 1892 et 1894, Carl von Häberlin décore de fresques le château d'Obercastel à Tägerwilen (Thurgovie, Suisse), près de Constance.
En 1901, il reçoit la médaille d'honneur de l'Ordre de la Couronne de Wurtemberg.